# Teoria Geral do Estado
Teoria Geral do Estado (no alemão Allgemeine Staatslehre) é uma disciplina científica de caráter normativo-jurídico que estuda sistematicamente o Estado em todas as suas dimensões, compreendendo sua origem, formação, estrutura, organização, funcionamento e finalidades, bem como tudo o que existe no Estado ou sobre ele influi.
Constitui-se como disciplina propedêutica do Direito Constitucional e fundamenta todo o edifício do Direito Público, diferenciando-se substancialmente da Ciência Política por seu caráter normativo e sua vinculação aos aspectos técnico-formais da organização estatal.

## Características epistemológicas
A Teoria Geral do Estado caracteriza-se por ser uma ciência jurídica enciclopédica que sistematiza conhecimentos jurídicos, filosóficos, sociológicos, políticos, históricos, geográficos, antropológicos, econômicos e psicológicos, buscando o aperfeiçoamento do Estado através da conjugação de eficácia e justiça.

### Normatividade da abordagem jurídica

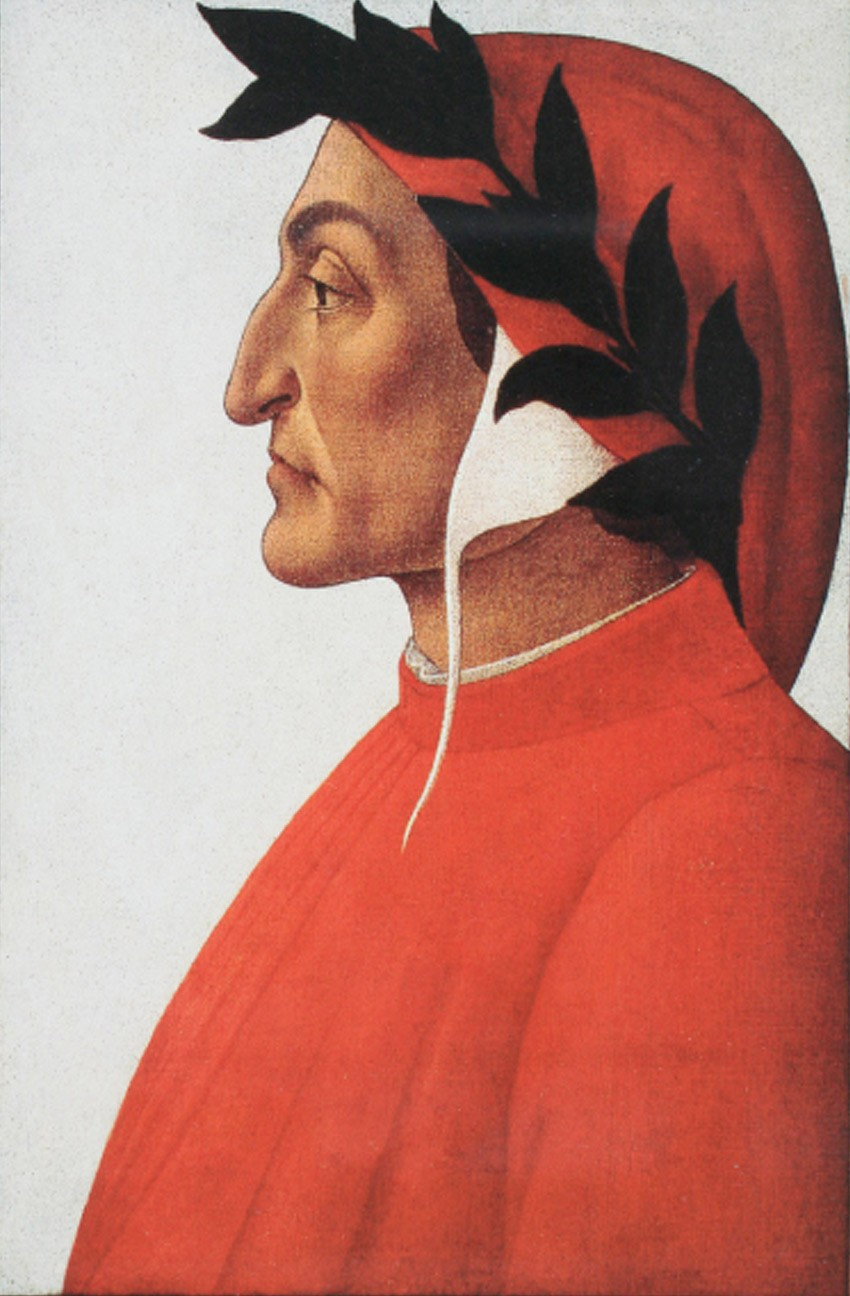
Livro de Kelsen publicado em 1905 tratou da alegoria da política em Dante Alighieri (óleo de Botticelli).

A abordagem jurídica do Estado distingue-se pela sua normatividade intrínseca, concebendo o Estado simultaneamente como fato social e ordem normativa. Esta perspectiva, consolidada pelos trabalhos de Georg Jellinek (1851-1908) e Hans Kelsen (1881-1973). 
Georg Jellinek, em seu livro Teoria Geral do Estado (Allgemeine Staatslehre), de 1914, estabelece que o conhecimento jurídico do Estado deve orientar-se para a criação e aplicação de normas que regulem a vida estatal, diferentemente da abordagem meramente descritiva ou analítica das ciências sociais.
Hans Kelsen, em sua Teoria Pura do Direito (Reine Rechtslehre), de 1934, desenvolveu a concepção do Estado como ordem jurídica, identificando Estado e Direito numa unidade lógico-normativa fundamentada na norma fundamental (Grundnorm), estabelecendo assim as bases teóricas para a compreensão jurídica moderna do fenômeno estatal.

## Distinção em relação à Ciência Política
Enquanto a Ciência Política dedica-se ao estudo empírico dos fenômenos políticos, comportamentos e organizações políticas, privilegiando métodos descritivos e analíticos, a Teoria Geral do Estado concentra-se nos aspectos normativos e estruturantes da organização estatal, visando à sistematização jurídica dos institutos estatais e priorizando métodos dogmático-jurídicos e hermenêutico.
A Teoria Geral do Estado visa ao aperfeiçoamento normativo das instituições estatais; a Ciência Política busca a compreensão explicativa dos fenômenos políticos. Outra diferença é a epistemológica, enquanto a primeira orienta-se pela normatividade jurídica e busca estabelecer princípios estruturantes do Estado de Direito; a segunda volta-se para a análise factual do poder e dos processos políticos.

## Diretrizes metodológicas e objetos de estudo
Dalmo Dallari identifica três diretrizes metodológicas fundamentais da disciplina. A diretriz axiológica, fundamenta a justificativa do Estado em valores éticos, aproximando-se da Filosofia do Estado; a diretriz sociológica, que se ancora em fatos concretos, identificando-se com uma Sociologia do Estado; e a diretriz normativa, que privilegia o entendimento estritamente técnico-formal de seu objeto, atendendo aos aspectos dogmático-jurídicos. A variedade de enfoques impede a adoção de método único, empregando-se procedimentos indutivos, dedutivos ou analógicos conforme o ângulo investigado. 
O estudo dos fatores históricos, sociais e econômicos que condicionam a formação e desenvolvimento do Estado e o enfoque da Teoria Social do Estado. Já a Teoria Política do Estado analisa a justificação normativa das finalidades estatais e legitimação do poder político e a Teoria Jurídica do Estado examina a estrutura normativa, personalidade jurídica e ordenamento legal do Estado.

## Desenvolvimento histórico

### Origem terminológica
A denominação formal Allgemeine Staatslehre foi introduzida em 1672 por Ulrik Huber, professor holandês, sendo posteriormente desenvolvida pela escola alemã dos séculos XIX e XX. Criticou-se inicialmente a pretensão de uma ciência "forçadamente geral", defendendo-se uma teoria eminentemente especulativa que examinasse o Estado em abstrato.

### Desenvolvimento doutrinário
Os principais marcos teóricos incluem:
- Georg Jellinek: Sistematização da teoria dos elementos do Estado (povo, território, poder) e desenvolvimento da teoria da autolimitação do Estado.
- Hans Kelsen: Formulação da teoria pura do direito e identificação entre Estado e ordem jurídica.
- Hermann Helle: Desenvolvimento da teoria social do Estado e crítica ao formalismo kelseniano.

## Recepção no Brasil
No Brasil, a Teoria Geral do Estado integrou-se ao currículo jurídico em 1940, durante o Estado Novo, como disciplina propedêutica ao Direito Constitucional. Posteriormente, intensificou-se a influência da Ciência Política norte-americana, levando grandes autores como Paulo Bonavides (Ciência Política) e Darcy Azambuja (Introdução à Ciência Política) a publicarem obras que dialogam com ambos os campos.
Esta aproximação não eliminou, contudo, a especificidade normativa da Teoria Geral do Estado no contexto jurídico brasileiro, mantendo-se como disciplina autônoma voltada à fundamentação dogmática do Direito Constitucional.